# Ігнацій Прондзинський
Ігна́цій Проджи́нський (пол. Ignacy Prądzyński; *20 липня 1792 — †6 травня 1850) — польський воєначальник, бригадний генерал і голова штабу армії під час польського повстання 1831 року. Учасник наполеонівських війн (1809-1812).

## Біографія
Народився 20 липня 1792 року у Познані. Отримав домашню освіту в Дрездені, під керівництвом каноніка Єзерського.
Закінчив Варшавську інженерну школу.
У 1809 році вступив до 11-го піхотного полку Наполеонівської армії й брав участь у війнах проти Австрії і Росії в 1809-1812 роках. Зокрема, під час походу у 1812 році на Росію, був ад'ютантом Яна Домбровського і відзначився під час переправи через Березину.
У 1815 році, після утворення Королівства Польського, повернувся з Франції з польським військом і був членом комісії, що займалася визначенням прикордонної лінії між Королівством Польським і Пруссією.
Кавалер Ордена Почесного легіону (Франція) та польського Ордена Virtuti Militari.
У 1816 році, разом із другом Клеменсом Колачковським і Густавом Малаховським, створив гурток, метою якого було об'єднати всіх поляків, які бажали незалежності Польщі. Для цього вони утворили таємне товариство «Польських друзів», перше серед безлічі інших, які незабаром виникли по всій Польщі. У 1819-1820 роках читав офіцерам курс стратегії й польової фортифікації, написав твір «Fortyfikacya polowa» («Польова фортифікація»), що залишився в рукописі.
У квітні 1821 року до Варшави приїхав генерал Ян Умінськийо, посол «Товариства консіньєрів герцогства Познанського», — щоб встановити контакти з польськими масонами. Проджинсикий, який був присутній на зборах, поклявся брати участь у загальнонаціональному повстанні, щоб повернути Польщі незалежність і приєднати до неї всі відібрані землі. 
На початку 1822 року Проджинського арештувати, але ув'язнення він зміг уникнути.
У січні 1826 року знову постало питання про таємні товариства. У Варшаві провели багато арештів. Проджинському, який тоді завідував роботами з облаштування Августовського каналу, наказали з'явитися на допит у Варшаву, до князя Костянтина Павловича. Після цього — за Проджинським почали стежити. А незабаром — його схопили й ув'язнили у Кармелітському монастирі, де Проджинський пробув 3 роки.
В ув'язненні намагався заморити себе голодом, але після прохань дружини та обіцянки князя дарувати помилування — передумав. Під час ув'язнення, за наказом князя, розробляв проєкт війни з Австрією. 25 березня 1829 року — вийшов на волю.
Взяв участь у Польському повстанні 1831 року. Після Битви під Гороховим — отримав посаду генерал-квартирмейстера. У березні 1831 року — склав план нападу на росіян, результатом якого стала поразка корпуса Григорія Розена під Дембе-Вельке, але головнокомандувач Ян Скшинецький не зміг скористатися цим успіхом і тільки 10 квітня, після вмовлянь Проджинського, знову напав на росіян під Іґане.
Згодом Проджинський став бригадним генералом і начальником Головного штабу польської армії. Склав план походу проти російської гвардії, але через впертість Скшинецького — похід цей призвів до поразки поляків під Остроленкою. Остаточно посварившись з Проджинським, Скшинецький признавив начальником штабу Томаша Лубенського, який постійно радився з Проджинським. Відносини зі Скшинецьким настільки погіршилися, що Проджинський відмовився від посади генерала-квартирмейстера і був призначений начальником інженерів.
Після взяття росіянами Варшави отримав прощення. Однак, князь Іван Паскевич відправив Проджинського в Ярославль, звідки той, за наказом Миколи I, перебрався до Гатчини — для написання спогадів про повстання. У 1832 році — закінчив свою працю, яку написав французькою мовою і назвав «Memoire historique et militaire sur la guerre de Pologne en 1831» («Історичні та військові мемуари про польську війну 1831 року» — цю працю цензура у Варшаві дозволила лише в листопаді 1897 року; робота вийшла друком у Петербурзі в 1898 році під назвою: «Pamiętnik historyczny і wojskowy о wojnie polsko-rosyjskiej w roku 1831» — «Історичний та військовий щоденник про польсько-російську війну 1831 року»). Микола I схвалив цей твір і у 1833 році дозволив Проджинському повернутися до Польщі. 
Спочатку — оселився у своєму маєтку, а згодом — переїхав до Кракова.
У 1850 році надіслав Фрідріху Смітту, автору «Історії Польського повстання і війни 1830 і 1831 років», свої замітки щодо його книги, для виправлення деяких неточностей під час друку наступного видання. Смітт видав ці замітки та думки деяких інших компетентних осіб в одній загальній книзі: «Feldherrn Stimmen aus und über den Polnischen Krieg vom Jahre 1831».
Помер 6 травня 1850 року, у віці 57 років, на острові Гельголанд, у злиднях. 
Урна з прахом Ігнація Проджинського зберігається в крипті на кладовищі в Познані.

## Пам'ять

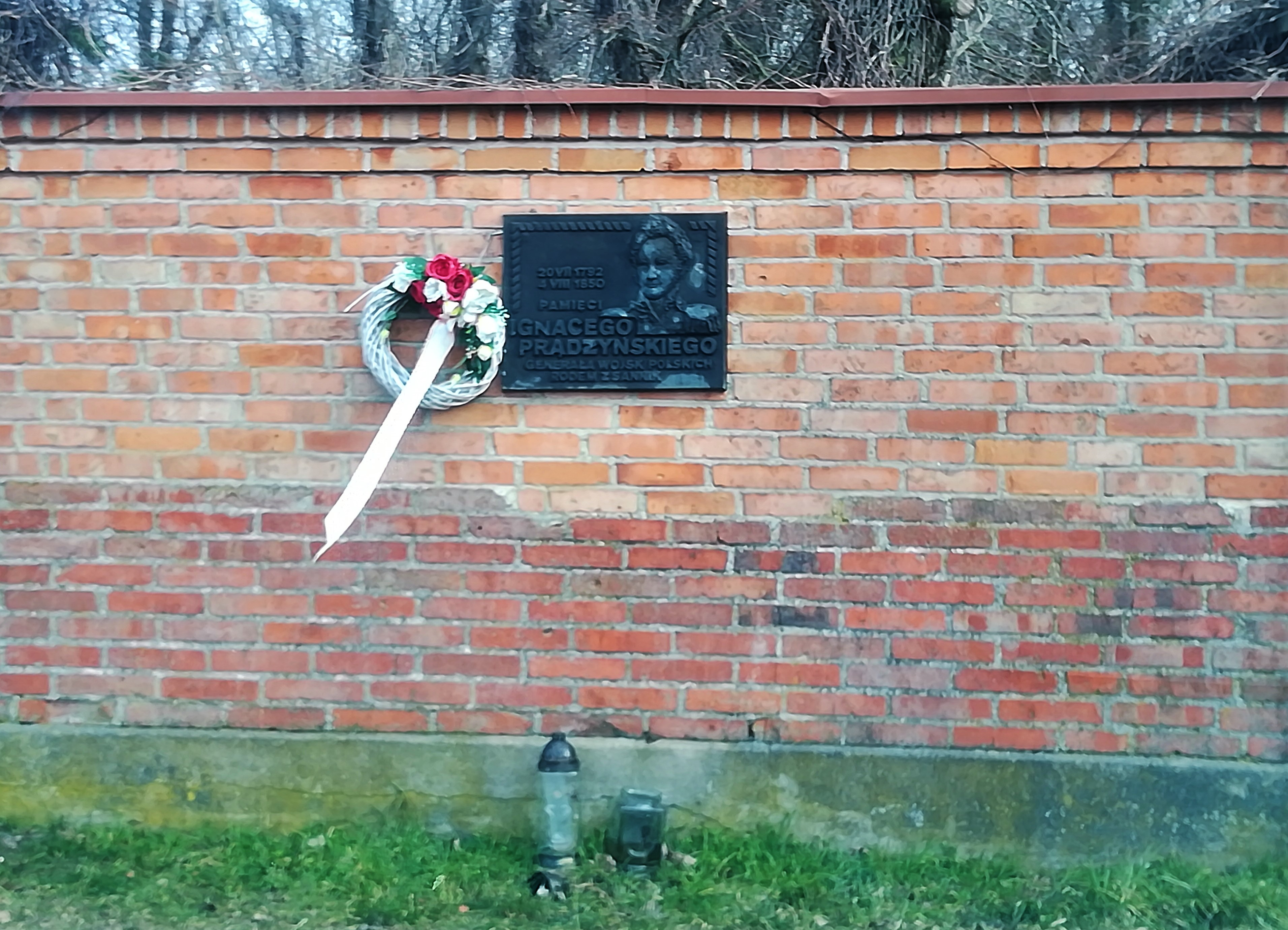
Меморіальна дошка на честь Ігнація Проджинського у селі Санники
2019

- У селі Санники на честь Ігнація Проджинського встановлена меморіальна дошка.
- На острові Гельголанд, де Ігнацій Проджинський жив останні роки й помер, на його честь також встановлена меморіальна дошка.
- В селі Нове Іґане на честь Ігнація Проджинського, командира Битви під Іґане, названий навчальний комплекс (початкова та середня школа).
- У Музеї Августовського краю[pl] в Августові, у відділі історії Августовського каналу (вул. 29 листопада, 5а), розміщена постійна виставка «Історія будівництва та експлуатації Августовського каналу», з акцентом на ролі генерала Ігнація Проджинського.